# Обрив ан Ројан
Обрив ан Ројан (фр. Auberives-en-Royans) насеље је и општина у источној Француској у региону Рона-Алпи, у департману Изер која припада префектури Гренобл.
По подацима из 2011. године у општини је живело 374 становника, а густина насељености је износила 73,77 становника/km². Општина се простире на површини од 5,07 km². Налази се на средњој надморској висини од 172 метара (максималној 330 m, а минималној 170 m).

## Демографија
| 1962. | 1968. | 1975. | 1982. | 1990. | 1999. | 2011. |
| ----- | ----- | ----- | ----- | ----- | ----- | ----- |
| 282   | 295   | 279   | 294   | 321   | 327   | 374   |

График промене броја становника у току последњих година